# گغهوویت
گغهوویت (به ارمنی: Գեղհովիտ) یک شهر در ارمنستان است که در استان گغارکونیک واقع شده‌است. گغهوویت در ۳۷ کیلومتری جنوب شرق گاوار، مرکز استان گغارکونیک واقع شده‌است.

## خصوصیات
گغهوویت ۶٬۵۲۹ نفر جمعیت دارد و ۲٬۰۸۰ (۲٬۰۶۰) متر بالاتر از سطح دریا واقع شده‌است.
| سال   | ۱۸۳۱ | ۱۹۱۴  | ۱۹۲۶  | ۱۹۳۹  | ۱۹۵۹  | ۱۹۷۰  | ۱۹۷۹  | ۱۹۸۹  | ۲۰۰۱  | ۲۰۰۴  |
| جمعیت | ۳۰۳  | ۲٬۱۳۱ | ۲٬۲۷۳ | ۲٬۷۶۲ | ۲٬۸۶۱ | ۴٬۲۴۶ | ۴٬۲۷۹ | ۴٬۸۶۶ | ۵٬۴۲۵ | ۶٬۱۸۴ |

## نگارخانه

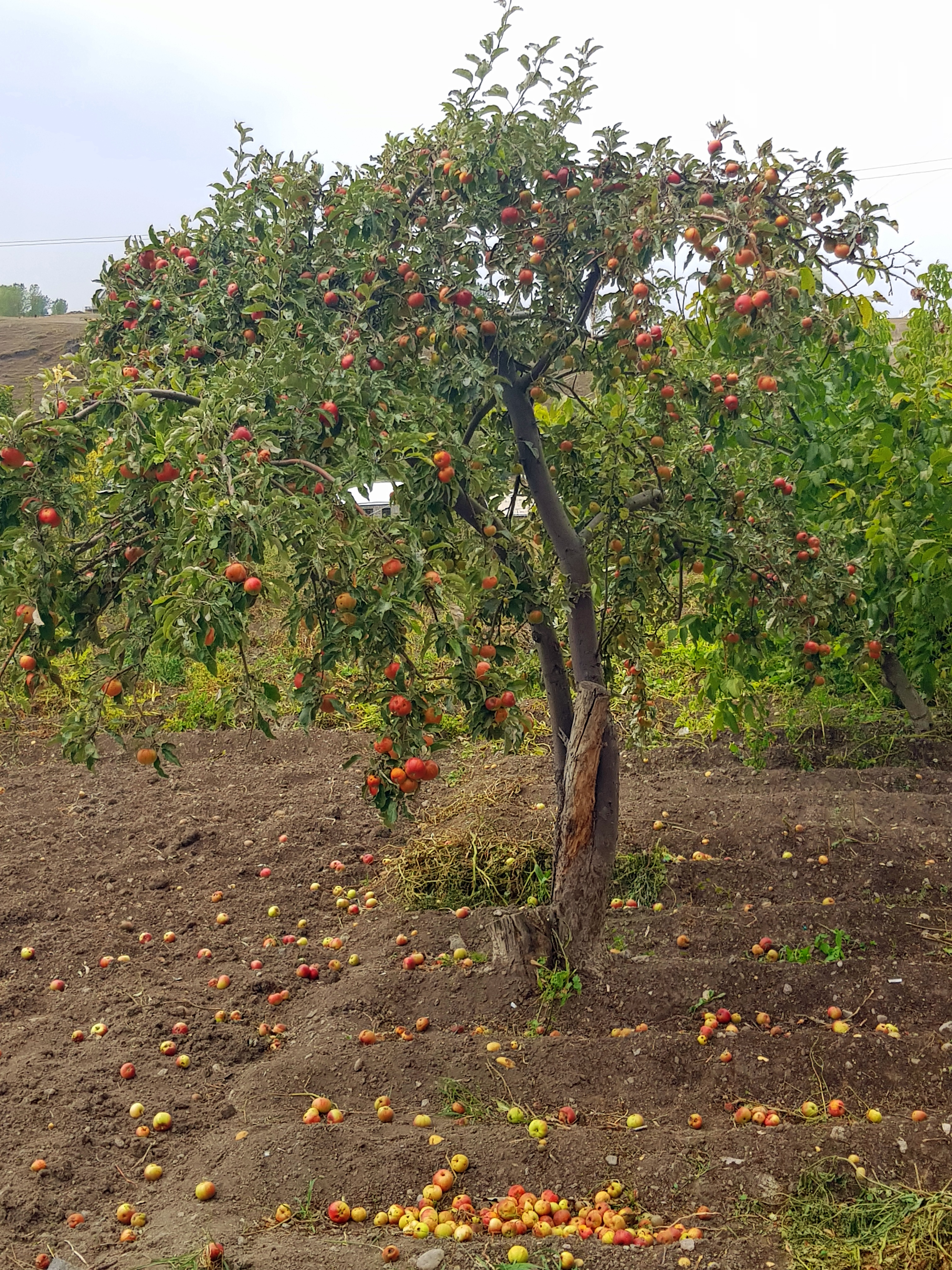
درخت سیب در روستای گغهوویت
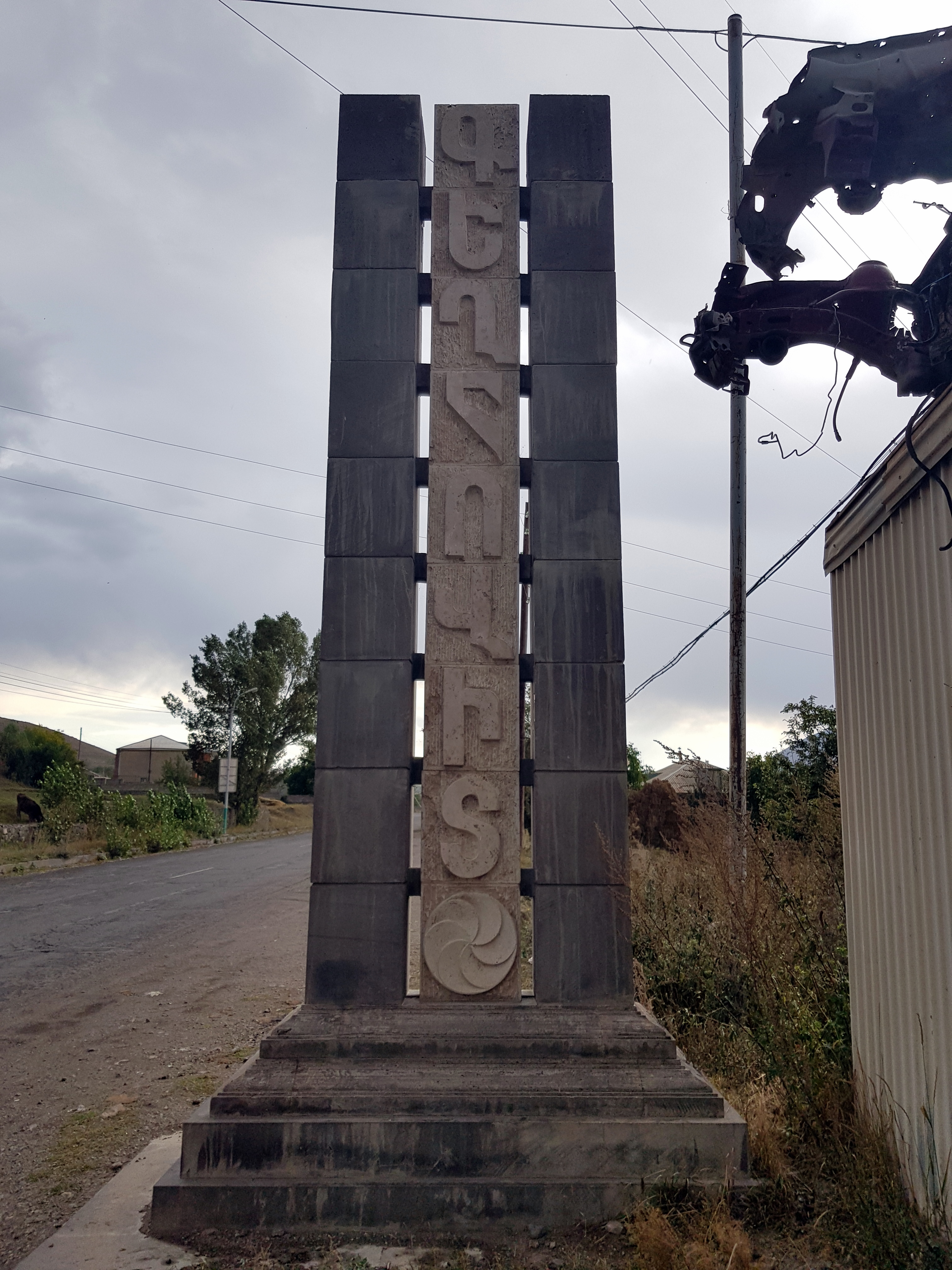
مجسمه یادبود در ورودی گغهوویت
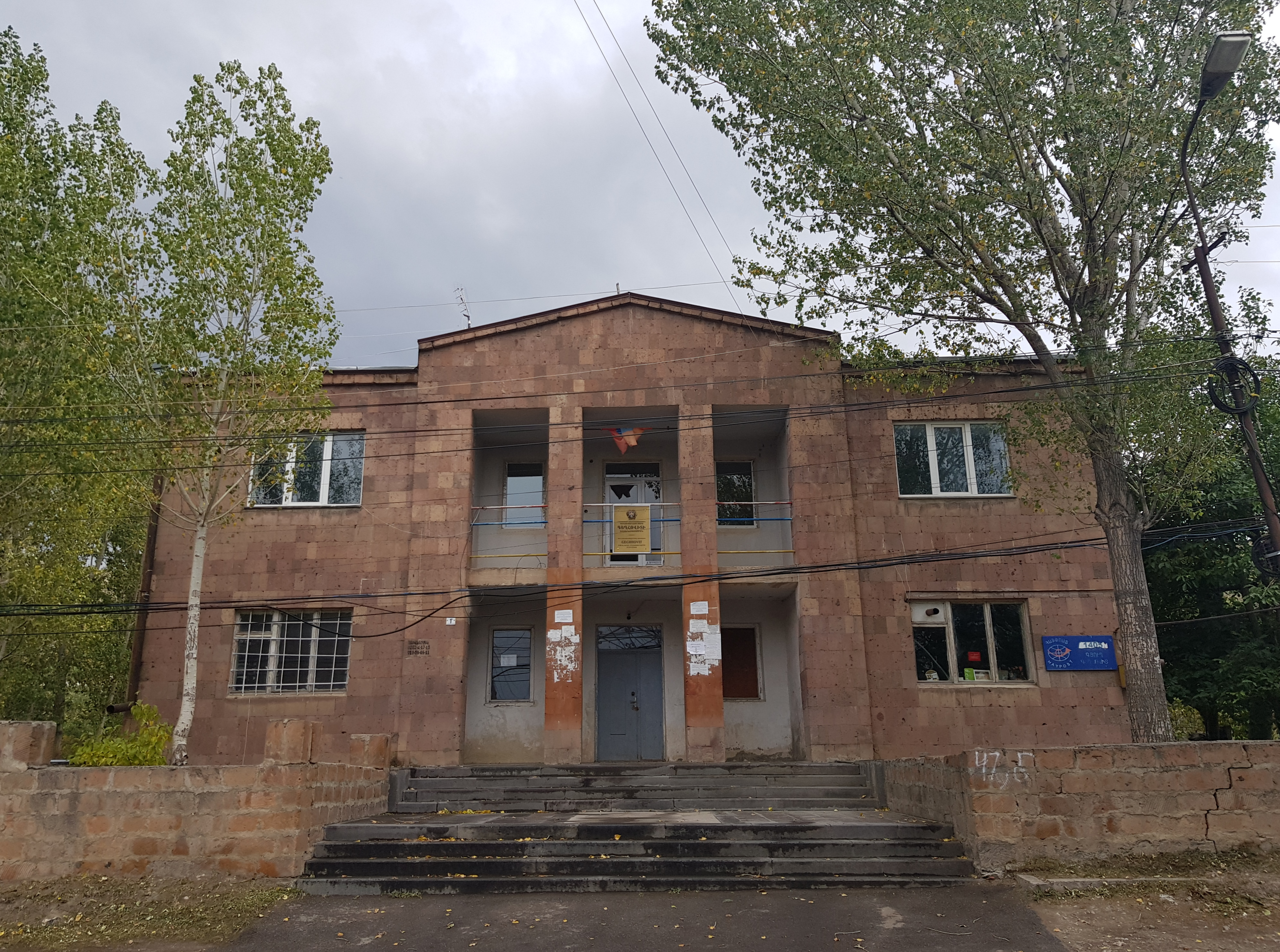
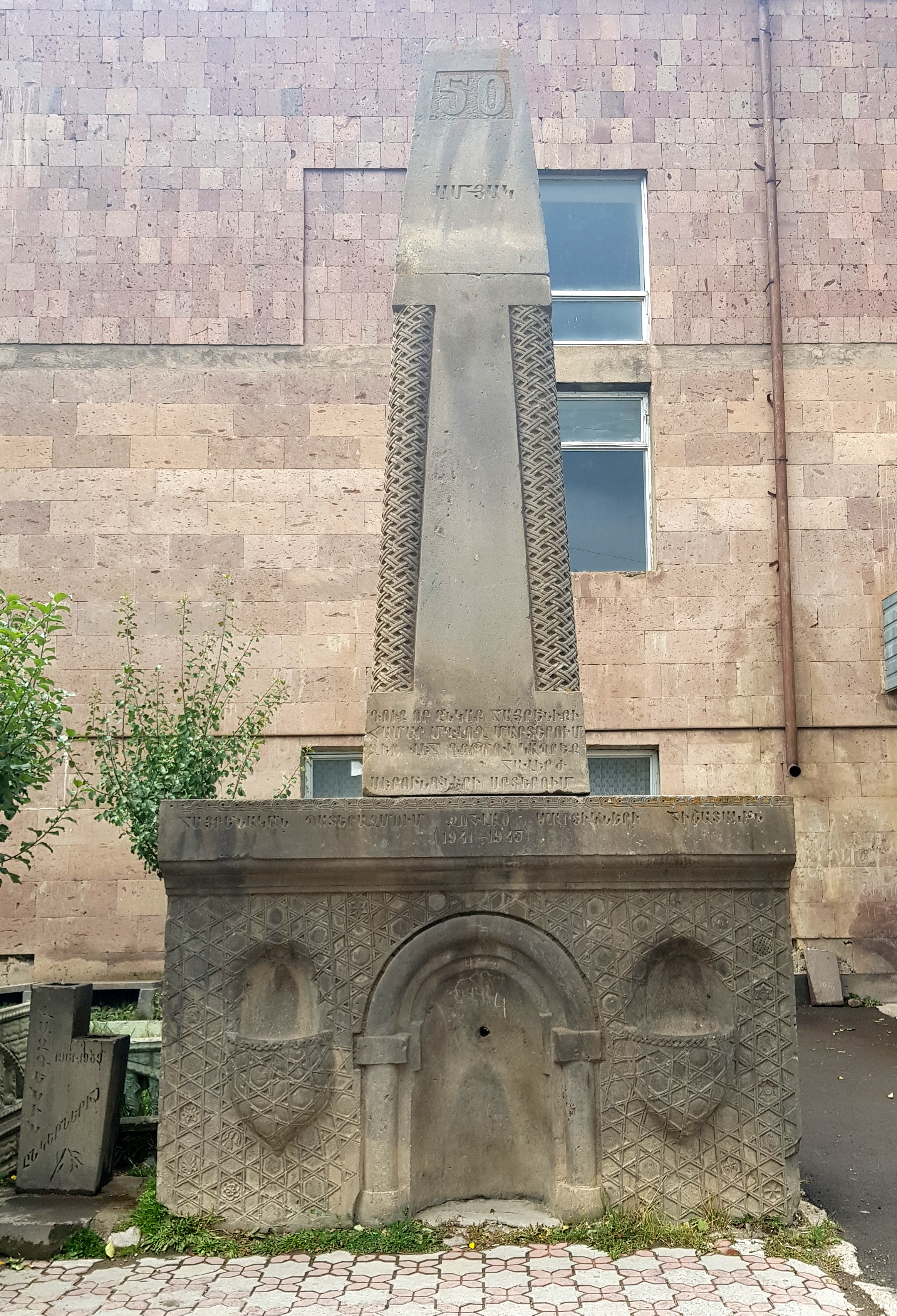
مجسمه یادبودی در گغهوویت
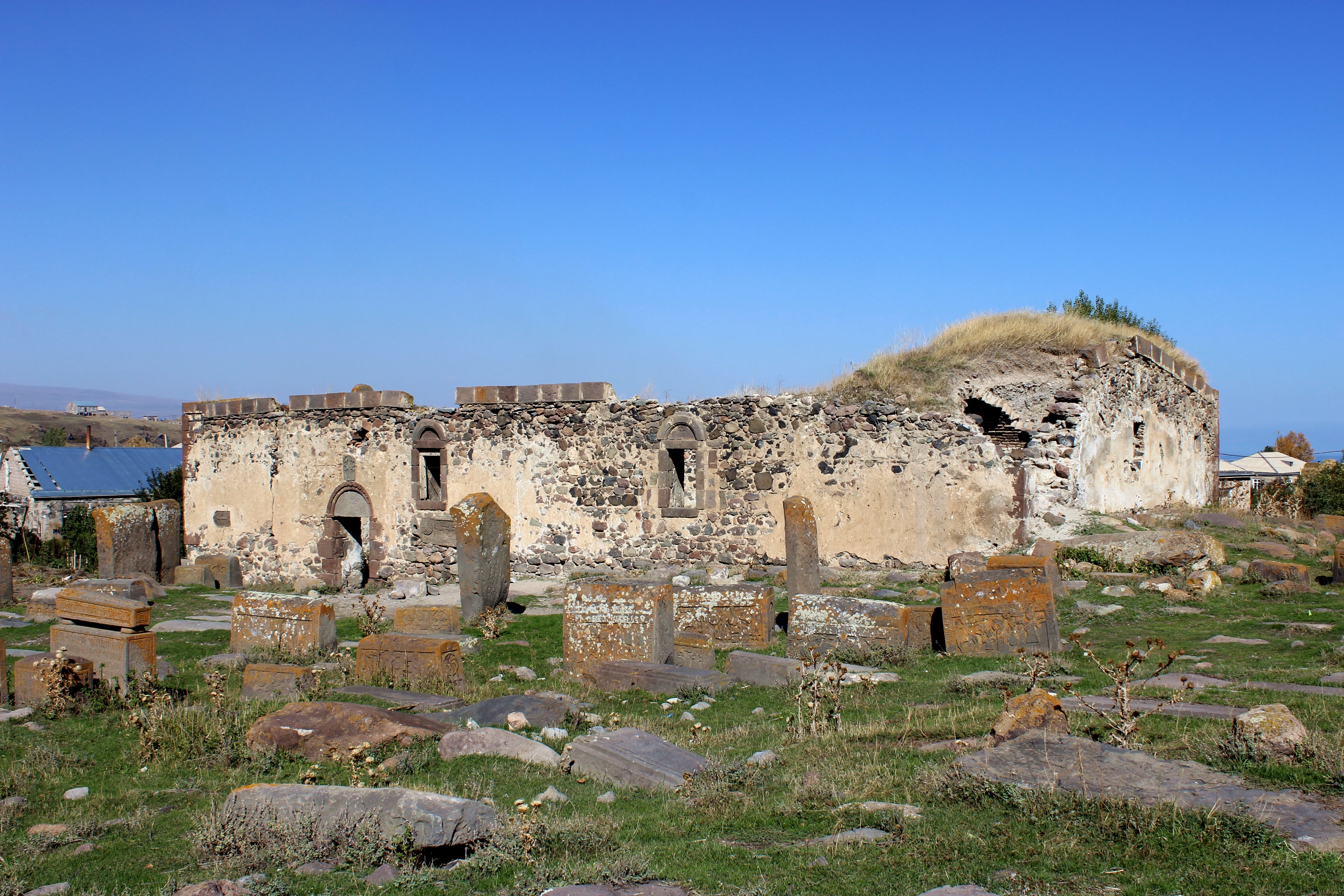
S. Gevorg Church of Geghhovit (1873) and surrounding medieval cemetery.
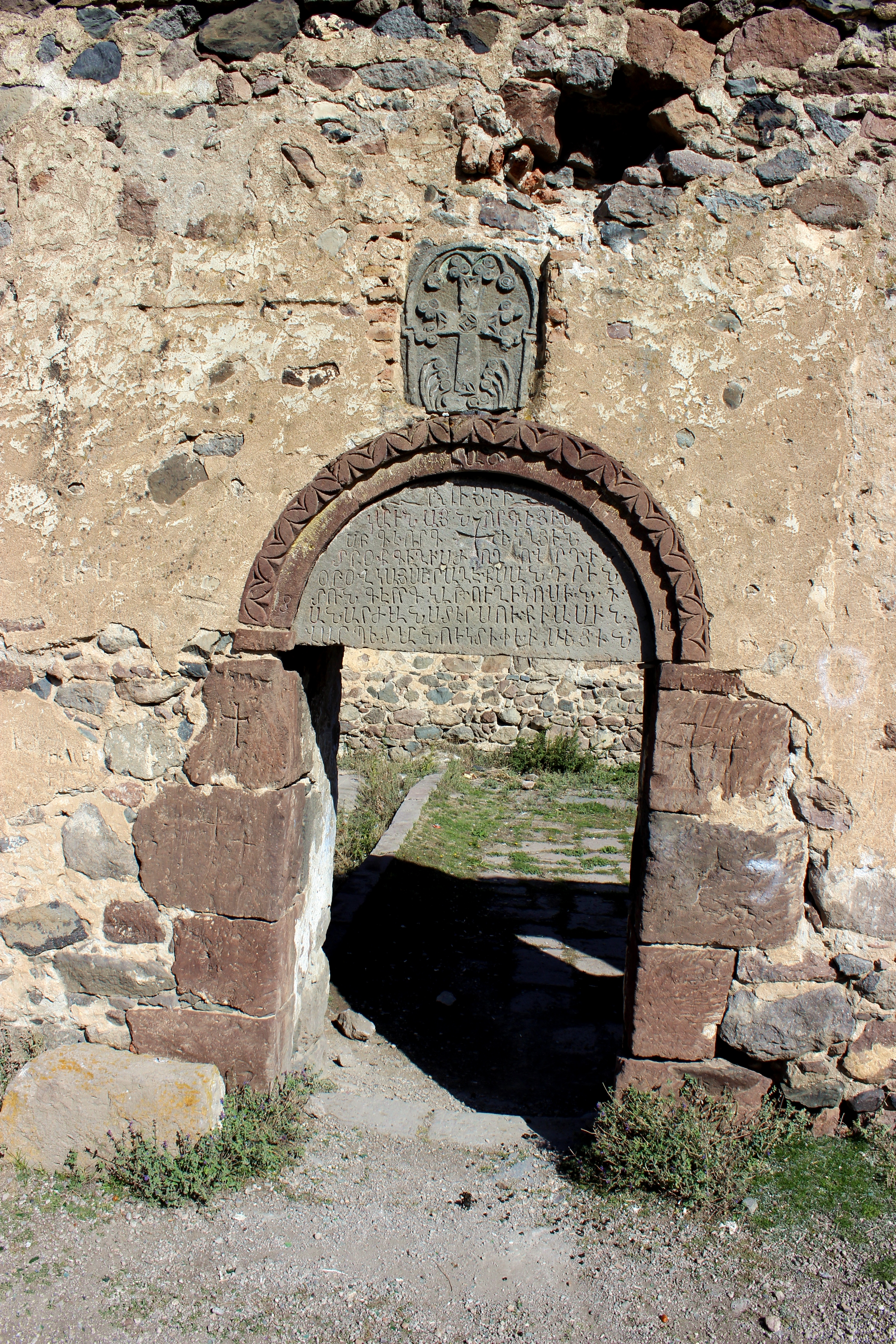
Door to S. Gevorg Church of Geghhovit. The words "St. Gevorg Church" can be read in Armenian to the left and right of the cross on the tympanum.